# Artavasdes II av Armenien
Artavasdes II av Armenien, död 34 f.Kr., var regerande kung av Armenien mellan 55 och 34 f.Kr. 